# 克里斯蒂安·坎古尔
克里斯蒂安·坎古尔（1982年10月23日—），愛沙尼亞籃球運動員，現在效力於意大利球隊瓦雷澤籃球俱樂部。他也代表愛沙尼亞國家男子籃球隊參賽。